# Santana de Mangueira
Santana de Mangueira là một đô thị thuộc bang Paraíba, Brasil. Đô thị này có diện tích 402,151 km², dân số năm 2007 là 5235 người, mật độ 13 người/km².